# سن الموافقة في أمريكا الشمالية
في أمريكا الشمالية، يختلف السن القانوني للموافقة فيما يتعلق بالنشاط الجنسي خارج إطار الزواج حسب الولاية القضائية.
السن القانوني في كندا هو 16 عامًا.
اعتبارًا من أغسطس 2018، حددت كل ولاية أمريكية سن الرشد عند 16 أو 17 أو 18 عامًا، مع بعض الاستثناءات. في حالة ولاية واشنطن، يرتفع سن الرشد إلى 21 عامًا في حالة الجنس المحدد بين الطالب والمعلم (سن الرشد في ولاية واشنطن هو 16 عامًا بخلاف ذلك). في عدد من الولايات الأمريكية، يمكن أن ينخفض سن الرشد إلى 13 عامًا، على الرغم من أن هذا له مواصفات مرتبطة به، وعادةً ما يتعلق بعمر أولئك الذين يمارسون أفعالًا جنسية لا يتجاوز فارقًا معينًا في السن (يُعرف في الولايات المتحدة باسم "قوانين روميو وجولييت" وفي أماكن أخرى كاستثناءات متقاربة العمر). اعتبارًا من أبريل 2021، من إجمالي خمسين ولاية أمريكية، حددت حوالي ثلاثين ولاية سن الرشد بـ 16 عامًا (وهذا هو سن الرشد الأكثر شيوعًا في البلاد)، وحددت قِلة من الولايات سن الرشد بـ 17 عامًا، وفي حوالي إحدى عشرة ولاية يكون السن 18 عامًا.
إن سن الرشد في المكسيك معقد. عادة، يكون لدى الولايات المكسيكية سن "أساسي" للموافقة (والذي قد يكون منخفضًا مثل 12 عامًا أو بداية سن البلوغ)، والسلوك الجنسي مع الأشخاص دون هذا السن دائمًا غير قانوني. العلاقات الجنسية التي تحدث بين البالغين والمراهقين دون سن 18 عامًا عامضة من الناحية القانونية: يمكن تطبيق القوانين ضد إفساد القاصرين وكذلك قوانين اغتصاب على مثل هذه الأفعال، وفقًا لتقدير النيابة العامة. هذه القوانين ظرفية وتخضع للتفسير. السن الفيدرالي للموافقة في المكسيك هو 15 عامًا.
يتراوح سن الرشد في بلدان أمريكا الوسطى ما بين 13 و18 عامًا.
وفي أربعة أقاليم (أنغويلا، وجزر كايمان، ومونتسيرات، وجزر توركس وكايكوس)، وكذلك في دولة جزر الباهاما ذات السيادة، فإن السن القانوني للعلاقات الجنسية بين أفراد من نفس الجنس أعلى من السن القانوني للعلاقات بين أفراد من جنسين مختلفين.
قائمة الولايات القضائية في أمريكا الشمالية هي وفقًا لقائمة الدول ذات السيادة والأقاليم التابعة في أمريكا الشمالية.

## ملخص
سن الرشد هو السن الذي يعتبر فيه الشخص لديه القدرة القانونية على الموافقة على النشاط الجنسي أو عند بلوغه هذا السن. يجب أن يكون كلا الشريكين في السن القانوني لإعطاء الموافقة، على الرغم من وجود استثناءات لقانون سن الرشد في بعض الولايات القضائية عندما يكون القاصر وشريكه ضمن عدد معين من السنوات في العمر أو عندما يكون القاصر متزوجًا من شريكه. لا يجوز للأشخاص الذين لم يبلغوا سن الرشد، بموجب القانون، إعطاء الموافقة، وقد تُعاقب العلاقات الجنسية التي تشمل مثل هؤلاء الأشخاص بعقوبات جنائية مماثلة للعقوبات المفروضة على الاغتصاب أو الاعتداء الجنسي. قد يُعاقب على الاتصال الجنسي غير العنيف مع أشخاص دون سن الرشد بدرجات متفاوتة من الشدة، تتراوح من جنحة بغرامة بسيطة، إلى جناية بعقوبة تعادل الاغتصاب.
قد تختلف الأعمار إذا كان أحد الشريكين في موقع قوة أو سلطة على الآخر، مثل المعلم أو المدير أو المدرب أو الوالد أو زوج الأم. على سبيل المثال، في ولاية إنديانا، السن القانوني هو 16 عامًا، ولكن من غير القانوني لشخص يزيد عمره عن 18 عامًا ممارسة الجنس مع أي شخص يقل عمره عن 18 عامًا إذا كان يعمل في مدرسته، أو كان أحد والديه أو أحد الوالدين بالتبني، أو كان شخصًا يجنده للانضمام إلى الجيش.
تاريخيا، كان سن الرشد ينطبق على العلاقات بين الذكور والإناث؛ وكانت العلاقات بين نفس الجنس غالبا غير قانونية بغض النظر عن أعمار المشاركين فيها. تختلف القوانين الحديثة، وقد تكون هناك أعمار متعددة تنطبق في أي ولاية قضائية. على سبيل المثال، قد تنطبق أعمار مختلفة إذا كانت العلاقة بين شريكين من نفس الجنس، أو إذا لم يكن الاتصال الجنسي عبارة عن جماع مهبلي بحت.

## انتيغوا وبربودا
في أنتيغوا وبربودا، السن القانوني هو 16 عامًا رفع قانون الجرائم الجنسية لعام 1995 سن الرشد من 14 إلى 16 عامًا.
- الجماع مع أنثى بين الرابعة عشرة والسادسة عشرة

6. (1) إذا مارس رجل الجنس مع امرأة ليست زوجته بموافقتها وكانت قد بلغت الرابعة عشرة من عمرها ولكنها لم تبلغ السادسة عشرة بعد، فإنه يكون مذنباً بجريمة، ويعاقب عند الإدانة بالسجن لمدة عشر سنوات.
(2) لا يكون الشخص الذكر مذنبًا بارتكاب جريمة بموجب المادة الفرعية
(أ) إذا كان يعتقد بصدق أن الأنثى كانت تبلغ من العمر ستة عشر عامًا أو أكثر
(ب) إذا لم يكن الرجل أكبر من المرأة بأكثر من ثلاث سنوات ورأت المحكمة أن الأدلة تكشف عن أن الرجل ليس مسؤولاً بشكل كامل أو جوهري عن العلاقة بين الرجل والامرأة.
- الجماع مع ذكر دون سن السادسة عشر

7. (1) إذا مارست امرأة بالغة الجنس مع شخص ذكر ليس زوجها ولم يتجاوز السادسة عشرة من عمره، فإنها تكون مذنبة بجريمة، سواء وافق الشخص الذكر على الجماع أم لا، وتكون عرضة عند الإدانة للسجن لمدة سبع سنوات.
لا تُعد المرأة البالغة مذنبة بارتكاب جريمة بموجب المادة الفرعية (1)
(أ) إذا كانت تعتقد بصدق أن الشخص الذكر كان يبلغ من العمر ستة عشر عامًا أو أكثر
(ب) إذا لم تكن المرأة البالغة أكبر من الرجل بأكثر من ثلاث سنوات ورأت المحكمة أن الأدلة تكشف عن أن المرأة البالغة ليست مسؤولة بشكل كامل أو جوهري عن العلاقة بين المرأة البالغة والرجل.

## أنجويلا (المملكة المتحدة)
السن القانوني في أنغويلا هو 16 عامًا. يتم تحديده في الجزء 14 من قانون العقوبات الجرائم الجنسية الجرائم الجنسية ضد القاصرين بالمادة 143. "ممارسة الجنس مع شخص يتراوح عمره بين 14 و16 عامًا".

## أروبا
السن القانوني في أروبا هو 15 عامًا، كما هو محدد في المادة 251 من القانون الجنائي في أروبا (الذي قامت أروبا بتعديله بعد انفصالها عن جزر الأنتيل الهولندية) والذي ينص على:
المادة 251: "من ارتكب خارج إطار الزوجية مع شخص من بلغ سن الثانية عشرة ولم يبلغ الخامسة عشرة أفعالاً منافية للحياء تتضمن أو تتضمن اختراقاً جنسياً للجسد يعاقب بالسجن مدة لا تزيد على ثماني سنوات أو بغرامة لا تزيد على مائة ألف فلورين".

## جزر البهاما
في جزر البهاما، السن القانوني للنشاط بين الجنسين هو 16 عامًا والسن القانوني للنشاط بين نفس الجنس هو 18 عامًا. تم تشريع المثلية الجنسية في عام 1991، ولكن "المثلية الجنسية العلنية" هي جريمة تصل عقوبتها إلى السجن لمدة 20 عامًا دون إمكانية الإفراج المشروط.
11. (1) كل من مارس الجنس بشكل غير قانوني مع أي شخص يبلغ من العمر أربعة عشر عامًا أو أكثر أو أقل من ستة عشر عامًا، سواء بموافقة الشخص الذي مارس الجنس معه بشكل غير قانوني أو بدونها، يكون مذنبًا بارتكاب جريمة ويعاقب بالسجن مدى الحياة، مع مراعاة، في حالة الإدانة الأولى بالجريمة، مدة سجن مدتها سبع سنوات، وفي حالة الإدانة الثانية أو اللاحقة بالجريمة، مدة سجن مدتها أربعة عشر عامًا.

## بربادوس
في بربادوس السن القانوني هو 16 عامًا.
المادة 5، الجزء الأول "الجماع مع شخص يتراوح عمره بين 14 و16 عامًا" من قانون الجرائم الجنسية لعام 1992
(1) إذا مارس شخص الجنس مع شخص آخر بموافقته وكان ذلك الشخص الآخر قد بلغ سن 14 عامًا ولكنه لم يبلغ بعد سن 16 عامًا، فإن ذلك الشخص يكون مذنبًا بارتكاب جريمة ويُعاقب عند إدانته بالتهمة بالسجن لمدة 10 سنوات.

## بليز
في بليز، السن القانوني هو 16 عامًا، بغض النظر عن التوجه الجنسي أو الجنس.
وينص التشريع على ما يلي:
القانون الجنائي [الفصل 101]
- المادة 47.1

"كل شخص يمارس الجنس مع شخص يقل عمره عن أربعة عشر عامًا، سواء بموافقته أو بدونها، يرتكب جريمة الجماع غير المشروع، ويعاقب عند الإدانة بالتهمة بالسجن لمدة لا تقل عن اثنتي عشرة عامًا ولكن قد تمتد إلى السجن مدى الحياة."
- المادة 47.2

"كل من يمارس علاقة جنسية غير مشروعة مع شخص يزيد عمره عن أربعة عشر عامًا ولكن يقل عمره عن ستة عشر عامًا، يرتكب جريمة ويكون عرضة عند الإدانة بالتهمة بالسجن لمدة لا تقل عن خمس سنوات ولا تزيد عن عشر سنوات."

## برمودا وجزر فيرجن البريطانية (المملكة المتحدة)
السن القانوني للموافقة على ممارسة الجنس هو 16 عامًا، بغض النظر عن التوجه الجنسي و/أو الجنس.

## كندا
دخل قانون مكافحة الجرائم العنيفة حيز التنفيذ في الأول من مايو 2008، مما أدى إلى رفع سن الرشد من 14 إلى 16 عامًا.
هناك استثناءان للتقارب العمري، وذلك اعتمادًا على عمر الشريك الأصغر سنًا. يمكن لشاب يبلغ من العمر اثني عشر أو ثلاثة عشر عامًا الموافقة على ممارسة النشاط الجنسي مع شخص أكبر منه بعامين على الأقل. يمكن لشخص يبلغ من العمر أربعة عشر أو خمسة عشر عامًا الموافقة على ممارسة النشاط الجنسي مع شريك يقل عمره عن خمس سنوات.
يقع القانون الجنائي (بما في ذلك تعريف سن الرشد) ضمن الاختصاص الحصري للحكومة الفيدرالية، وبالتالي فإن سن الرشد موحد في جميع أنحاء كندا. تنص المادة 151 من القانون الجنائي الكندي على أن لمس أي شخص يقل عمره عن 16 عامًا لغرض جنسي يعد جريمة. وتستمر المادة 153 في حظر اللمس الجنسي لشخص يقل عمره عن 18 عامًا من قبل شخص في ثلاث ظروف: إذا كان في "موقف ثقة أو سلطة" تجاه الشاب، أو إذا كان الشاب في "علاقة اعتماد" معه، أو إذا كانت العلاقة "استغلالية". لم يتم تعريف مصطلح "منصب الثقة أو السلطة" في القانون، لكن المحاكم قضت بأن الآباء والمعلمين والمهنيين الطبيين يشغلون منصب ثقة أو سلطة تجاه الشباب الذين يعتنون بهم أو يعلمونهم. تنص المادة 153 (1.2) من القانون على أن القاضي يمكنه استنتاج ما إذا كانت العلاقة "استغلالية" أم لا من خلال النظر في طبيعتها وظروفها بما في ذلك عمر الشاب، والفرق في الأعمار بين الشريكين، وكيف تطورت العلاقة، ودرجة السيطرة أو النفوذ الذي يتمتع به الشريك الأكبر سناً على الشاب.
تم توسيع نطاق قواعد مكافحة الاستغلال الخاصة بـ "موقف الثقة تحت سن 18 عامًا" في عام 2005 بموجب مشروع القانون C2 حيث يجوز للقاضي اختيار وصف الموقف بأنه استغلال جنسي بناءً على طبيعة وظروف العلاقة بما في ذلك عمر الطرف الأصغر سنًا، وفارق السن، وتطور العلاقة (كيف تطورت، على سبيل المثال بسرعة وسرية عبر الإنترنت)، والسيطرة أو النفوذ على الشاب (درجة السيطرة أو النفوذ الذي كان للشخص الآخر على الشاب). وقد أقر هذا القانون قبل تعديلات عام 2008، ولم يتم إلغاؤه وبالتالي فهو لا يزال ساري المفعول ويمكن تطبيقه على البالغين في هذه المواقف مع الشباب الذين تجاوزوا سن الرشد وأقل من 18 (1617).
عندما يُتهم المتهم بارتكاب جريمة بموجب المادة 151 (التدخل الجنسي)، أو المادة 152 (الدعوة إلى اللمس الجنسي)، أو المادة 153 (1) (الاستغلال الجنسي)، أو المادة 160 (3) (البهيمية في حضور أو من قبل الطفل)، أو المادة 173 (2) (الأفعال الفاضحة)، أو يُتهم بارتكاب جريمة بموجب المادة 271 (الاعتداء الجنسي)، أو المادة 272 (الاعتداء الجنسي بسلاح، أو التهديد بطرف ثالث، أو التسبب في أذى جسدي)، أو المادة 273 (الاعتداء الجنسي المشدد) فيما يتعلق بالمشتكي الذي يقل عمره عن ستة عشر عامًا، فليس من الدفاع أن المشتكي وافق على النشاط الذي يشكل موضوع التهمة.

### تاريخ سن الرشد في كندا
خلال القرن التاسع عشر، كان سن الرشد لممارسة الجنس المهبلي بين الجنسين 12 عامًا؛ وفي عام 1890، رفع البرلمان سن الرشد إلى 14 عامًا. وكانت عقوبة كل من مارس الجنس مع شخص أصغر من 14 عامًا هي السجن مدى الحياة والجلد، في حين كانت عقوبة كل من حاول إغواء فتاة قاصر هي السجن لمدة عامين والجلد. وكانت كندا لديها أيضًا قوانين ضد "إغواء" الفتيات القاصرات اللاتي تجاوزن سن الرشد. في عام 1886، صدر قانون جعل "إغواء" فتاة فوق سن 12 عامًا وتحت سن 16 عامًا "ذات طابع عفيف سابقًا" جريمة جنائية؛ كما تم تجريم "إغواء" أنثى تحت سن 18 عامًا "تحت وعد الزواج" في عام 1886، وعدله في عام 1887 لينطبق على الإناث تحت سن 21 عامًا  بعد رفع سن الرشد إلى 14 عامًا، عدل القوانين ضد "إغواء" الفتيات القاصرات لتطبيقها على من تزيد أعمارهن عن 14 عامًا، وظلت قوانين مختلفة من هذا النوع سارية المفعول طوال القرن العشرين.  تم رفع سن الرشد من 14 إلى 16 عامًا في ربيع عام 2008، عندما دخل قانون معالجة الجرائم العنيفة حيز التنفيذ. وتسمح التدابير الجديدة باستثناءات تتعلق بالتقارب العمري بين 12 و16 عاماً: إذا لم تكن هناك فجوة تزيد عن عامين بالنسبة لمن تتراوح أعمارهم بين 12 و13 عاماً، أو فجوة مدتها خمس سنوات لمن تتراوح أعمارهم بين 14 و15 عاماً.
في عام 1969، عدل قانون العقوبات لتوفير الإعفاءات من تجريم الجماع الشرجي بالتراضي، بما في ذلك الإعفاءات للأزواج والزوجات وجميع الأشخاص الذين تزيد أعمارهم عن 21 عامًا. في عام 1988، صدر القسم 159، مما أدى إلى خفض السن المعمول به من 21 إلى 18 عامًا في يونيو 2019، ألغى مشروع القانون C75 المادة 159، مما جعل الجماع الشرجي خاضعًا لنفس متطلبات سن الرشد مثل الأفعال الجنسية الأخرى.
لم تكن المثلية الجنسية بين الإناث غير قانونية على الإطلاق في المستعمرات البريطانية السابقة؛ فقد تم تشريع الجنس الفموي في عام 1969 مع نفس السن القانونية للجنس المهبلي.

## جزر كايمان (المملكة المتحدة)
السن القانوني في جزر كايمان هو 16 عامًا
تدنيس الفتيات دون سن السادسة عشرة وما شابه ذلك.
134. (1) من ارتكب فعلًا غير مشروع وجسديًا
(أ) يعرف أن أي فتاة دون سن الثانية عشرة مذنبة بجريمة ويعاقب عليها بالسجن لمدة عشرين عامًا
(ب) يعرف أن أي فتاة تتراوح أعمارها بين اثني عشر وستة عشر عامًا مذنبة بجريمة وعرضة للسجن لمدة اثنتي عشرة عامًا.
الاعتداءات غير اللائقة على الإناث
132. (1) يعد جريمة أن يقوم شخص بالاعتداء الفاحش على امرأة.
(2) لا يجوز قانونًا لفتاة دون سن السادسة عشرة أن تعطي أي موافقة من شأنها أن تمنع الفعل من أن يكون اعتداءً لأغراض هذا القسم.

## هولندا الكاريبية
السن القانوني في جزر الكاريبي الهولندية (بونير وسابا وسانت أوستاتيوس) هو 16 عامًا، كما هو محدد في القانون الجنائي BES، المادة 251، والتي تنص على ما يلي:
المادة 251: "من ارتكب مع شخص من بلغ سن الثانية عشرة ولم يبلغ الخامسة عشرة خارج إطار الزوجية أفعالاً منافية للحياء تتضمن أو تتضمن إيلاجاً جنسياً في الجسد، يعاقب بالسجن مدة لا تزيد على ست عشرة سنة". قبل المقاضاة، سوف يسمح المحامي العام، إذا كان ذلك ممكنًا، للقاصر بالإشارة إلى ما إذا كانت المقاضاة تعتبر مرغوبة.

## جزيرة كليبرتون (فرنسا)
جزيرة كليبرتون هي جزيرة مرجانية غير مأهولة تبلغ مساحتها تسعة كيلومترات مربعة (حوالي 3.5 ميل مربع) في شرق المحيط الهادئ، وهي ملكية خاصة للدولة تحت السلطة المباشرة للحكومة الفرنسية، ويديرها وزير الخارجية الفرنسي. تنطبق قوانين فرنسا حيثما ينطبق ذلك.

## كوستاريكا
لا يوجد في كوستاريكا سن محدد للموافقة ولكن لديها حدود لفارق السن بين الشركاء الجنسيين، بغض النظر عن الجنس.
يجعل القانون الكوستاريكي 9406 من غير القانوني لشخص يبلغ من العمر 18 عامًا أو أكثر أن يمارس علاقات جنسية مع شخص آخر يقل عمره عن 15 عامًا إذا كان الطرف الأكبر سنًا أكبر من القاصر بخمس سنوات أو أكثر. إذا كان عمر الشريك الجنسي الأصغر سنا يتراوح بين 15 و 17 عامًا، فإن الحد الأقصى لفارق السن المسموح به هو سبع سنوات.

## كوبا
السن الفعلي للموافقة في كوبا هو 12 عامًا. على غرار الوضع في المكسيك، ينص قانون العقوبات الكوبي لعام 2022 على أن قوانين الاغتصاب القانوني تنطبق على القاصرين الذين تتراوح أعمارهم بين 12 و18 عامًا فقط إذا تم توجيه الاتهامات من قبل ولي أمرهم، ويمكن إسقاط هذه التهم قبل أو أثناء المحاكمة.

## كوراساو (هولندا)
السن القانوني في كوراساو هو 15 عامًا، كما هو محدد في القانون الجنائي لجزر الأنتيل الهولندية (الذي لم تغيره كوراساو بعد حل جزر الأنتيل الهولندية)، المادة 251، التي تنص على ما يلي:
المادة 251: "من ارتكب مع شخص من بلغ سن الثانية عشرة ولم يبلغ الخامسة عشرة خارج إطار الزوجية أفعالاً فاضحة تتضمن أو تتضمن اختراقاً جنسياً للجسد يعاقب بالسجن مدة لا تزيد على ست عشرة سنة". 
بالنسبة للأطفال الذين تتراوح أعمارهم بين 12 و14 عامًا، لا تتم المقاضاة إلا بناءً على "شكوى" من قبل القاصر، أو والديه، أو معلمه، أو مجلس الوصاية.

## دومينيكا
في دومينيكا السن القانوني هو 16 عامًا.
"تدنيس الفتيات بين سن الرابعة عشرة (14) والسادسة عشرة (16) سنة"، المادة 4 من قانون الجرائم الجنسية
"(1) مع مراعاة الفقرتين الفرعيتين (2) و(3)، أي شخص أ) يعرف بشكل غير قانوني وجسدي، أو يحاول أن يكون لديه معرفة جنسية غير قانونية مع أي فتاة تبلغ من العمر أربعة عشر (14) عامًا أو أكثر وتقل عن ستة عشر (16) عامًا، يكون عرضة للسجن لمدة سبع سنوات.

## جمهورية الدومينيكان
السن القانوني في جمهورية الدومينيكان هو 18 عامًا

## السلفادور
في السلفادور، يبدو أن سن الرشد هو 15 عامًا، على الرغم من أن القوانين ليست واضحة فيما يتعلق بالأفعال الجنسية مع الأشخاص الذين تتراوح أعمارهم بين 15 و18 عامًا.
- الأطفال أقل من 15 سنة:

فيولاسيون أقل من 1000
المادة 159. إن ما تمارسه من الوصول الجسدي عن طريق المهبل أو الشرج مع سفرجل منذ سنوات قليلة أو مع شخص آخر وافق على التحفيز العقلي أو حالة عدم الوعي أو عدم القدرة على المقاومة، سيعاقب عليه بالسجن لمدة طويلة.
الترجمة التقريبية: "من مارس الجماع المهبلي أو الشرجي مع قاصر يقل عمره عن خمسة عشر عامًا أو مع شخص آخر مستغلًا جنونه أو حالة فقدانه للوعي أو عدم قدرته على المقاومة، يعاقب بالسجن من أربعة عشر إلى عشرين عامًا".
- الأطفال الذين تتراوح أعمارهم بين 15 و 18 عامًا:

تنطبق عدة قوانين على ممارسة الجنس مع الأشخاص الذين تتراوح أعمارهم بين 15 و18 عامًا.
تنص المادة 169 على أنه من غير القانوني "تشجيع أو تسهيل أو إدارة أو تمويل أو التحريض أو تنظيم بأي شكل من الأشكال استخدام الأشخاص دون سن الثامنة عشرة في أعمال جنسية أو إباحية بشكل فردي أو منظم، علناً أو سراً".
المادة 169. إن تشجيع وتسهيل وإدارة وتمويل وتحريض وتنظيم أي شكل من أشكال استخدام الأشخاص الأكبر سنًا في أعمال جنسية أو مثيرة، بطريقة فردية أو منظمة، في شكل عام أو خاص، سيتم الموافقة عليه بعقوبة السجن لمدة ثلاث سنوات.
وتتحمل المسؤولية المماثلة ما إذا كان بعلم السبب يأذن بالاستخدام أو يؤخر ما لا يمكن تحقيقه لتحقيق أي من الأنشطة الموضحة في المقطع السابق.
الترجمة التقريبية: المادة 169. يعاقب بالسجن من ثلاث إلى ثماني سنوات كل من شجع أو سهل أو أدار أو مول أو حرض أو نظم بأية طريقة استخدام أشخاص لم يبلغوا الثامنة عشرة من العمر في أفعال جنسية أو إباحية، فرديا أو منظما، علنا أو سرا.
وبالمثل، فإن أي شخص يسمح مع علمه باستعمال أو استئجار عقار للقيام بأي من الأنشطة الموضحة في الفقرة السابقة، يتحمل المسؤولية الجنائية.
تنص المادة 167 على أنه من غير القانوني "تشجيع أو تسهيل إفساد شخص دون سن الثامنة عشرة من خلال أفعال جنسية مختلفة من المعرفة الجسدية، حتى لو وافقت الضحية على المشاركة فيها".
الفساد في الحد من العجز والعجز
المادة 167. إن تشجيع أو تسهيل الفساد على شخص عمره أقل من سنة من العمر أو من خلل عقلي، من خلال أفعال جنسية متنوعة من أجل الوصول إلى الجنس، حتى لو استمرت الضحية في المشاركة فيه، سيعاقب بالسجن لمدة ستة أعوام.
الترجمة التقريبية: المادة 167. من شجع أو سهل إفساد شخص لم يتجاوز الثامنة عشرة من عمره أو معوق ذهنياً عن طريق أفعال جنسية مختلفة أو معرفة جنسية، حتى ولو وافق الضحية على المشاركة فيها، يعاقب بالسجن من ست سنوات إلى اثنتي عشرة سنة.
*المادة 171 تتناول "العرض الفاحش"، ويبدو أنها تحدد سن الرشد عند 18 عامًا.
معارض فاحشة
المادة 171. إن تنفيذ أو تنفيذ أعمال التشحيم الأخرى أو المعرض الفاحش أو غير المزخرف سواء كان عامًا أو عرضًا عامًا أو جيدًا قبل مرور سنوات قليلة من النقص العقلي أو القصور العقلي، سيُعاقب بالسجن لمدة عامين على مدار أربع سنوات.
الترجمة التقريبية: المادة 171. من ارتكب أو أجبر غيره على ارتكاب أفعال فحش أو استعراض فاحش أو خدش الحياء في مكان عام أو مفتوح للجمهور أو لقاصرين لم يبلغوا الثامنة عشرة من العمر أو معوقين عقلياً، يعاقب بالحبس من سنتين إلى أربع سنوات.
تتناول المادتان 163 و154 من قانون العقوبات (Código Penal) موضوع الاستغلال وتجعلان من غير القانوني استخدام الخداع (engaño) أو الاستفادة من تفوق الشخص (superioridad) الناشئ عن علاقة من أجل الحصول على إمكانية الوصول الجنسي إلى المراهقين الذين تتراوح أعمارهم بين 15 و18 عامًا.
المادة 163. إن الوصول الجسدي عن طريق المهبل أو الشرج عبر الفم، مع شخص كبير من السفرجل أو أقل من سنة من العمر، سيُعاقب بالسجن لمدة أربع سنوات.
الترجمة التقريبية: المادة 163. "من مارس الجماع المهبلي أو الشرجي، باستعمال الحيلة، مع شخص أتم الخامسة عشرة ولم يتجاوز الثامنة عشرة، يعاقب بالسجن من أربع إلى عشر سنوات".
استُخدمت بشكل سائد
المادة 164. إن الوصول الجسدي عن طريق المهبل أو الشرج مع شخص كبير من السفرجل وأقل من سنة من العمر، يسود من لا التفوق المنشأ لأي علاقة، سيسمح بالسجن لمدة ستة أعوام.
الترجمة التقريبية: المادة 164. "من مارس الجماع المهبلي أو الشرجي مع شخص تجاوز الخامسة عشرة ولم يتجاوز الثامنة عشرة، اعتماداً على التفوق الناشئ عن أية علاقة، يعاقب بالسجن من ست سنوات إلى اثنتي عشرة سنة."

## جرينلاند (الدنمارك)
تنطبق قوانين الدنمارك، حيثما ينطبق ذلك.

## غرينادا
السن القانوني في غرينادا هو 16 عامًا. العقوبات هي السجن لمدة 30 عامًا إذا كان عمر الضحية أقل من 14 عامًا، والسجن لمدة 15 عامًا إذا كان عمر الضحية يتراوح بين 14 و16 عامًا.

## غواتيمالا
في غواتيمالا، اعتبارًا من عام 2020، أصبح سن الرشد هو 14 عامًا، بغض النظر عن التوجه الجنسي و/أو الجنس. تم إقرار قانون مكافحة العنف الجنسي والاستغلال والاتجار بالأشخاص في فبراير 2009، وينص على عقوبات تتراوح بين 13 إلى 24 عامًا في السجن، اعتمادًا على عمر الشاب، لممارسة الجنس مع قاصر.

## هايتي
السن القانوني في هايتي هو 18 عامًا.

## هندوراس
في هندوراس، يعتبر سن الرشد 14 عامًا.
المادة 142. يُعاقب بالسجن من ستة (6) إلى ثمان (8) سنوات كل من تجاوز عمره أربعة عشر (14) عامًا ولم يتجاوز الثامنة عشر (18) عامًا مستغلًا الثقة أو التسلسل الهرمي أو السلطة. عندما يتم ارتكاب جريمة الاغتصاب عن طريق الخداع تكون العقوبة السجن لمدة تتراوح بين خمس (5) إلى سبع (7) سنوات.
المادة 143. إن ممارسة الجنس مع الوالدين أو الأبناء أو الإخوة، أو العلاقة بين المتبني والمتبنى، أو مع زوج الأم، عندما يكون الضحية أكبر من ثمانية عشر (18) عامًا، تشكل جريمة سفاح القربى، ويعاقب عليها بالسجن من أربع (4) إلى ست (6) سنوات، ويجب أن تستمر بناءً على شكوى من الطرف المتضرر أو ممثله القانوني. عندما يكون الضحية أكبر من أربعة عشر (14) عامًا وأقل من ثمانية عشر (18) عامًا، يتم تشديد العقوبة بمقدار متوسط (1/2).
المادة 144. من خطف أو احتجز شخصاً بسبب طبيعته الجنسية أو بالقوة أو الترهيب أو الخداع، يعاقب بالسجن من أربع (4) إلى ست (6) سنوات. وعندما يكون المجني عليه في هذه الجريمة شخصاً لم يتجاوز الثامنة عشرة (18) من عمره، يعاقب بالعقوبة المنصوص عليها في الفقرة السابقة مضافاً إليها النصف (1/2).

## جامايكا
في جامايكا السن القانوني هو 16 عامًا.
"فوق اثني عشر (12) عامًا وأقل من ستة عشر (16) عامًا"، المادة 50، الجرائم ضد الأشخاص
"كل من يتعرف بشكل غير قانوني وجسدي على أي فتاة فوق سن الثانية عشرة (12) عامًا وتحت سن السادسة عشرة (16) عامًا ويعتدي عليها يكون مذنبًا بجنحة، وعند إدانته بذلك يكون عرضة للسجن لمدة لا تتجاوز سبع سنوات؛ 

## المكسيك

سن الرشد في المكسيك حسب الولاية.
Puberty بلوغ المشارب: يفترض بويبلا وأواكساكا أن يكون عمرهما أقل من 15 عامًا. ولاية خاليسكو تسمح بـ15 إذا تم دحض الإغواء.

حددت كل ولاية مكسيكية السن الأدنى للموافقة على الزواج ما بين 12 و15 عامًا. حددت الحكومة الفيدرالية سن 18 عامًا، وهناك قوانين اغتصاب قانونية تحظر الخداع والإغواء في كثير من الأحيان من أجل ممارسة الجنس مع قاصر فوق السن الأدنى للموافقة. على سبيل المثال، حددت ولاية بويبلا السن الأدنى بـ 12 عاماً، لكنها تفترض أن أي ممارسة جنسية بين شخص بالغ وقاصر يقل عمره عن 15 عاماً تعد اغتصاباً قانونياً، وبالتالي فإن 12 عاماً هو الحد الأدنى الصارم و15 عاماً هو الحد الأدنى الناعم؛ كما أن ممارسة الجنس مع قاصر يزيد عمره عن 15 عاماً قد تكون قابلة للمقاضاة، وإن كان ذلك عادة بناء على طلب القاصر أو الأوصياء القانونيين عليه.

## مونتسيرات (المملكة المتحدة)
السن القانوني في مونتسيرات هو 16 عامًا.
ممارسة الجنس غير المشروع مع فتاة دون سن السادسة عشر
121. (1) مع مراعاة أحكام المادة، فإن الرجل الذي يمارس الجنس غير المشروع مع فتاة فوق سن الثالثة عشرة وتحت سن السادسة عشرة يكون مذنبا بجريمة وعرضة للسجن لمدة عامين.
(2) لا يهم في حالة توجيه تهمة بارتكاب جريمة بموجب هذا القسم أن يكون الجماع قد تم بموافقة الفتاة المعنية.
اعتداء غير لائق على امرأة
122. (1) مع مراعاة أحكام هذا القسم، فإن أي رجل يرتكب اعتداءً غير لائق على امرأة يكون مذنبًا بارتكاب جريمة وعرضة للعقوبة التالية:
(2) لا يجوز قانونًا لفتاة دون سن السادسة عشرة أن تعطي موافقة من شأنها أن تمنع الفعل من أن يكون اعتداءً لأغراض هذا القسم.

## نيكاراجوا
في نيكاراجوا، السن القانوني هو 18 عامًا، على الرغم من أن القانون (المادة 175) ليس واضحًا تمامًا فيما يتعلق بالشباب الذين تتراوح أعمارهم بين 16 و17 عامًا.
المادة 170. الاغتصاب القانوني
كل من كان متزوجاً أو في علاقة مستقرة بحكم الأمر الواقع أو كان بالغاً ومارس الجنس مع شخص يتراوح عمره بين 14 و16 عاماً دون عنف أو ترهيب أو سمح بذلك، يعاقب بالسجن من سنتين إلى أربع سنوات.
المادة 175. الاستغلال الجنسي والمواد الإباحية والأفعال الجنسية المدفوعة الأجر مع المراهقين
من حرض أو قدم أو روّج أو استخدم أشخاصاً دون السادسة عشرة أو شخصاً معاقاً لأغراض جنسية أو جنسية أو أجبرهم على مشاهدة أو المشاركة في فعل أو عرض علانية أو سراً، حتى ولو قبل المجني عليه أن يشهد أو يشارك في مثل هذا الفعل، يعاقب بالسجن من خمس إلى سبع سنوات، أو من أربع إلى ست سنوات إذا كان المجني عليه بين السادسة عشرة والثامنة عشرة.
المادة 168. اغتصاب الاطفال دون سن 14 سنة
من قام أو سمح بالوصول الجنسي إلى شخص لم يتم الرابعة عشرة من عمره أو أدخل الضحية أو أجبرها على إدخال إصبع أو شيء أو أداة عن طريق المهبل أو الشرج أو الفم لأغراض جنسية، سواء بموافقته أو بدونها، يعاقب بالسجن من 12 إلى 15 سنة.
المادة 172. الاعتداء الجنسي
كل من يقوم بأفعال فاحشة أو يلمس شخصًا آخر بشكل غير لائق، دون موافقته،
ولا يجوز بأي حال من الأحوال اعتبار الضحية قد أعطى موافقته إذا كان عمر الضحية أقل من 14 عامًا أو كان يعاني من إعاقة أو مرض عقلي.

## بنما
في بنما، يبلغ سن الرشد عمومًا 18 عامًا، على الرغم من أن السلوك الجنسي مع الأطفال الذين تتراوح أعمارهم بين 14 و18 عامًا ليس دائمًا غير قانوني. 
المادة 176 من استغل حالة من حالات الاستفادة فقام بالاتصال الجنسي بشخص تجاوز الرابعة عشرة من عمره ولم يتجاوز الثامنة عشرة ولو برضاها، يعاقب بالحبس من سنتين إلى أربع سنوات.
الترجمة: المادة 176. من استغل ظرفاً من ظروف المصلحة ومارس الجماع مع شخص فوق الرابعة عشر وتحت الثامنة عشر ولو برضاها يعاقب بالحبس من سنتين إلى أربع سنوات.
لا ينطبق هذا إذا كان فارق السن أقل من 5 سنوات وكان الشريكان في علاقة زوجية مستقرة.
لا تطبق العقوبات المنصوص عليها في هذه المادة إذا ثبتت علاقة دائمة بين المجني عليه والجاني، وكان فارق السن لا يتجاوزهما.
لا تسري العقوبات المنصوص عليها في هذه المادة إذا وجدت علاقة زوجية ثابتة بين الضحية والوكيل، ولم يتجاوز فارق السن خمس سنوات.

## بورتوريكو (الولايات المتحدة)
السن القانوني في بورتوريكو هو 16 عامًا. يوجد استثناء للتقارب العمري لمدة 4 سنوات بشرط ألا يقل العمر عن 14 عامًا.
المادة 130.الاعتداء الجنسي. كل من يقوم بالإيلاج الجنسي سواء كان عملاً تناسلياً أو مهبلياً أو شرجياً سواء كان تناسلياً أو رقمياً أو باستخدام أدوات. سوف يعاقب. عندما لم يبلغ الضحية سن السادسة عشرة (16) عامًا، إلا عندما يكون عمر الضحية أكثر من أربعة عشر (14) عامًا ويكون فارق السن بين الضحية والمتهم أربع (4) سنوات أو أقل.
المادة 133.أفعال فاحشة. من عرض شخصا آخر دون قصد إتمام جريمة الاعتداء الجنسي المنصوص عليها في المادة 130 لفعل من شأنه إثارة أو إثارة أو إشباع العاطفة أو الرغبة الجنسية لدى المتهم. سوف يعاقب. عندما لم يكن الضحية قد بلغ سن السادسة عشر (16) عامًا وقت ارتكاب الفعل.

## سانت كيتس ونيفيس
السن القانوني في سانت كيتس ونيفيس هو 16 عامًا.

## سانت لوسيا
السن القانوني في سانت لوسيا هو 16 عامًا.

## سانت فينسنت وجزر غرينادين
السن القانوني في سانت فينسنت وجزر غرينادين هو 15 عامًا عقوبة اغتصاب فتاة فوق سن 13 ولكن تحت سن 15 هي السجن لمدة خمس سنوات؛ أما تحت سن 13 فهي السجن مدى الحياة.

## سانت مارتن (هولندا)
السن القانوني في سانت مارتن هو 15 عامًا، كما هو محدد في القانون الجنائي لجزر الأنتيل الهولندية (الذي لم تغيره سانت مارتن بعد حل جزر الأنتيل الهولندية)، المادة 251، التي تنص على ما يلي:
المادة 251: 1. "من قام خارج إطار الزواج بأفعال فاضحة تتضمن أو تتضمن اختراقاً جنسياً للجسد مع شخص بلغ سن الثانية عشرة ولكن لم يصل إلى الخامسة عشرة يعاقب بالسجن مدة لا تزيد على ستة عشر عاماً".
لا تتم مقاضاة انتهاك المادة المذكورة أعلاه إلا بناءً على "شكوى" من القاصر أو والديه أو معلمه أو مجلس الوصاية (المادة 251، 2. 3. 4.)

## ترينيداد وتوباغو
السن القانوني في ترينيداد وتوباغو هو 18 عامًا، وفقًا لقانون الأطفال لعام 2012. تم رفعه من 16 إلى 18 في عام 2015.
ينص قانون الطفل لعام 2012 على تعريف "الطفل" بأنه "شخص لم يتجاوز الثامنة عشرة من عمره".
18. مع مراعاة المادة 20، فإن الشخص الذي يخترق طفلاً جنسياً يرتكب جريمة ويكون عرضة، عند الإدانة بالتهمة، للسجن مدى الحياة.
19. (1) مع مراعاة المادة 20، إذا لمس شخص طفلاً و (أ) كان اللمس جنسيًا؛ و (ب) كان الطفل أقل من ستة عشر عامًا، يرتكب الشخص جريمة.
(2) كل شخص يرتكب جريمة بموجب المادة الفرعية (1) يكون مسؤولاً عن: (أ) عند الإدانة الموجزة، بغرامة قدرها خمسون ألف دولار والسجن لمدة عشر سنوات (ب) عند الإدانة بالاتهام، بالسجن لمدة عشرين عامًا. (3) إذا ارتكب شخص جريمة بموجب المادة الفرعية (1)، وكان اللمس يتضمن وضع أي جزء من الجسم أو أي جسم على القضيب أو فتحة الجسم لطفل، فإن هذا الشخص يكون عرضة عند الإدانة بالتهمة بالسجن مدى الحياة.
هناك ثلاثة إعفاءات متقاربة في السن، وفقًا للمادة 20:
20. (1) لا يكون الشخص الذي يبلغ من العمر ستة عشر عامًا أو أكثر ولكنه لم يتجاوز الحادية والعشرين من عمره مسؤولاً بموجب المادة 18 إذا كان (أ) أكبر من الطفل الذي يُزعم أنه ارتكب الجريمة ضده بأقل من ثلاث سنوات؛ (ب) ليس في علاقة أسرية مع الطفل ولا في وضع ثقة فيما يتعلق بالطفل؛ (ج) ليس من نفس جنس الطفل؛ و(د) لا تكشف الظروف عن أي عنصر من عناصر الاستغلال أو الإكراه أو التهديد أو الخداع أو الاستعداد أو التلاعب في العلاقة.
(2) لا يكون الشخص الذي يبلغ من العمر أربعة عشر عامًا أو أكثر ولكنه لم يتجاوز السادسة عشرة من عمره مسؤولاً بموجب المادة 18 أو 19 إذا كان (أ) أكبر من الطفل الذي يُزعم أنه ارتكب الجريمة ضده بأقل من عامين؛ (ب) ليس في علاقة أسرية مع الطفل ولا في وضع ثقة فيما يتعلق بالطفل؛ (ج) ليس من نفس جنس الطفل؛ و(د) لا تكشف الظروف عن أي عنصر من عناصر الاستغلال أو الإكراه أو التهديد أو الخداع أو الاستعداد أو التلاعب في العلاقة.
(3) لا يكون الشخص الذي يبلغ من العمر اثني عشر عامًا أو أكثر ولكنه لم يتجاوز الرابعة عشرة من عمره مسؤولاً بموجب المادة 18 أو 19 إذا كان (أ) أكبر من الطفل الذي يُزعم أنه ارتكب الجريمة ضده بأقل من عامين؛ (ب) ليس في علاقة أسرية مع الطفل ولا في وضع ثقة فيما يتعلق بالطفل؛ (ج) ليس من نفس جنس الطفل؛ و(د) لا تكشف الظروف عن أي عنصر من عناصر الاستغلال أو الإكراه أو التهديد أو الخداع أو الاستعداد أو التلاعب في العلاقة.

## جزر توركس وكايكوس
السن القانوني في جزر توركس وكايكوس هو 16 عامًا.

## الولايات المتحدة

السن العام للموافقة في الولايات الخمسين الأمريكية، ومنطقة كولومبيا، والأقاليم المأهولة بالسكان في الولايات المتحدة

في الولايات المتحدة، يتم وضع قوانين سن الرشد على مستوى الولاية، والمستوى الإقليمي، والمستوى الفيدرالي. هناك العديد من القوانين الفيدرالية المتعلقة بحماية القاصرين من المتحرشين الجنسيين، لكن لا يفرض أي منها حدًا أقصى للعمر على الأفعال الجنسية. في 26 يونيو 2003، أصبح اللواط بين المغايرين جنسياً والمثليين قانونيًا في جميع الولايات والأقاليم الأمريكية ومنطقة كولومبيا بموجب قرار المحكمة العليا الأمريكية في قضية لورانس ضد تكساس  (بين البالغين الراغبين غير التجاريين في غرفة نوم خاصة). في قضية الولاية ضد ليمون (2005)، استخدمت المحكمة العليا في كانساس قضية لورانس كسابقة لإلغاء قانون " روميو وجولييت " في الولاية، والذي حظر فرض عقوبات أقل على المغايرين جنسياً من المثليين المدانين بجرائم مماثلة تتعلق بسن الرشد.

## جزر فيرجن (الولايات المتحدة)
السن القانوني هو 18 سنة. ومع ذلك، هناك استثناء يتعلق بالتقارب العمري يسمح للقاصرين الذين تتراوح أعمارهم بين 16 و17 عامًا بالموافقة مع شخص لا يزيد عمره عن خمس سنوات أكبر منهم، والقاصرين الذين تتراوح أعمارهم بين 13 و15 عامًا بالموافقة مع بعضهم البعض، ولكن ليس مع أي شخص يبلغ من العمر 16 عامًا أو أكثر.
المادة § 1700. يحظر الاغتصاب المشدد من الدرجة الأولى ممارسة الجنس أو اللواط مع طفل دون سن 13 عامًا. وتتفاقم الأفعال الجنسية مع القاصرين بسبب استخدام القوة أو الترهيب أو بسبب سلطة الجاني، وبسبب حقيقة أن القاصر، كونه دون سن 16 عامًا وليس زوجًا للجاني، يقيم في نفس المنزل مع الجاني. (انظر المادة 1700، المادة 1702، المادة 1708).
ومن المواد الأخرى ذات الصلة في قانون العقوبات ما يلي:
- § 1702. اغتصاب من الدرجة الثانية

(أ) كل شخص تجاوز سن الثامنة عشرة ارتكب في ظروف لا تصل إلى حد الاغتصاب من الدرجة الأولى، فعلاً من أفعال الجماع أو اللواط مع شخص ليس زوج الجاني الذي يبلغ من العمر 16 عامًا على الأقل ولكنه أقل من 18 عامًا، وكان الجاني يبلغ من العمر 5 سنوات أو أكبر من الضحية، يكون مذنبًا بالاغتصاب من الدرجة الثانية ويعاقب بالسجن لمدة لا تزيد على 10 سنوات.
- § 1703. اغتصاب من الدرجة الثالثة

أي شخص يقل عمره عن 18 عامًا ولكنه يزيد عن 16 عامًا يرتكب فعلًا من أفعال الجماع أو اللواط مع شخص ليس زوج الجاني الذي يقل عمره عن 16 عامًا ولكنه يزيد عن 13 عامًا، في ظل ظروف لا تصل إلى حد الاغتصاب من الدرجة الأولى، يكون مذنبًا بالاغتصاب من الدرجة الثالثة ويخضع لولاية قسم الأسرة بالمحكمة العليا.
"الاتصال الجنسي"، أي الجنس غير الاختراقي، والذي يُعرَّف بأنه "اللمس المتعمد لأجزاء حميمة من جسم شخص ما، سواء بشكل مباشر أو من خلال الملابس، لإثارة أو إشباع الرغبات الجنسية لأي شخص" غير مسموح به مع الأطفال دون سن 16 عامًا، ولكن الإعفاء المتعلق بالتقارب العمري يسمح لمن تبلغ أعمارهم 13 عامًا على الأقل بالانخراط في مثل هذه الأفعال مع شركاء تقل أعمارهم عن 18 عامًا.
- § 1708. الاتصال الجنسي غير المشروع من الدرجة الأولى

الشخص الذي يمارس اتصالاً جنسياً مع شخص ليس زوج الجاني (2) عندما يكون الشخص الآخر أقل من ثلاثة عشر عامًا؛
- § 1709. الاتصال الجنسي غير المشروع من الدرجة الثانية

أي شخص يزيد عمره عن ثمانية عشر عامًا وينخرط في اتصال جنسي مع شخص ليس زوج الجاني الذي يزيد عمره عن ثلاثة عشر عامًا ولكن يقل عمره عن ستة عشر عامًا يكون مذنبًا بالاتصال الجنسي غير القانوني من الدرجة الثانية ويجب سجنه لمدة لا تزيد عن عام واحد. إعادة صياغة قانون جزر فيرجن: VIC § 1700–1709 قانون جزر فيرجن وسجلات الاستئناف فرانسيس ضد VI ملاحظة: "إن الخطأ في الوقائع فيما يتعلق بعمر الضحية ليس دفاعًا".